# 련희와 연희
"련희와 연희"는 2017년에 개봉한 대한민국의 영화이다.

## 캐스팅
- 이상희 : 련희 역
- 윤은지 : 연희 역
- 김주후 : 대형 역
- 한성식 : 브로커 역
- 한이진 : 동네짱 역
- 서아연 : 노래방녀 역
- 손제원 : 불량 1 역
- 유상원 : 불량 2 역
- 이명자 : 노파 역
- 이정표 : 노숙자 역
- 최유진 : 단이 역
- 김태연 : 희망이 역
- 한솔 : 편의점손님 1 역
- 한유진 : 편의점손님 2 역
- 김서경 : 편의점손님 3 역
- 문대성 : 편의점손님 4 역
- 조진철 : 편의점손님 5 역
- 김희찬 : 편의점손님 6 역
- 이기진 : 경관 1 역
- 황희진 : 경관 2 역
- 장우영 : 중년남 역